# Bagnolo del Salento
Bagnolo del Salento es una localidad italiana de la provincia de Lecce, región de Puglia, con 1.888 habitantes.

Ubicación de la ciudad de Bagnolo del Salento dentro de la provincia de Lecce.

## Evolución demográfica
| Gráfica de evolución demográfica de Bagnolo del Salento entre 1861 y 2001 |
|                                                                           |
| Fuente ISTAT - elaboración gráfica de Wikipedia                           |